# Deutz D 6006
Der Deutz D 6006 ist ein Traktor der Klöckner-Humboldt-Deutz AG aus der Deutz D-06 Reihe, der von 1968 bis 1974 in den Deutz-Werken in Köln produziert wurde. Dieses Modell wurde sowohl in einer Standardversion als auch in einer Allradversion angeboten. Der D 6006 ist das Nachfolgemodell des D 6005. Optisch unterschied er sich insbesondere in seiner kantigen und damit modernen Optik. Der D 6006 gehörte zu den erfolgreichsten Traktoren der D-06-Serie. Der häufig verkaufte Schlepper findet bis heute in einigen Landwirtschaftsbetrieben als Dritt- oder Zweitschlepper Einsatz. Im Jahre 1974 wurde er vom D 6806 abgelöst.
Der Motor des Deutz D 6006 ist ein luftgekühlter Vierzylinder-Direkteinspritzer mit Massenausgleich, Trockenluftfilter und Axialgebläse vom Typ F4L912. Mit diesem erreicht der Traktor eine Höchstgeschwindigkeit von bis zu 29,2 km/h. Der Motor hat einen Hubraum von 3768 cm³ sowie einer Leistung von 62 PS. Das verwendete Getriebe vom Typ TW 55 (ab 1970 TW 55.2) besitzt 9 Vorwärts- und 3 Rückwärtsgänge. Ab 1974 wurde das Getriebe TW 55.4 mit 12 Vorwärts- und 4 Rückwärtsgängen in den Schlepper eingebaut.
Bei einer Breite von 1955 mm sowie einer Länge von 3720 mm liegt das Leergewicht des Schleppers in der Standardausführung bei 2625 kg und in der Allradversion bei 3025 kg.